# Gerlach Hemmerich

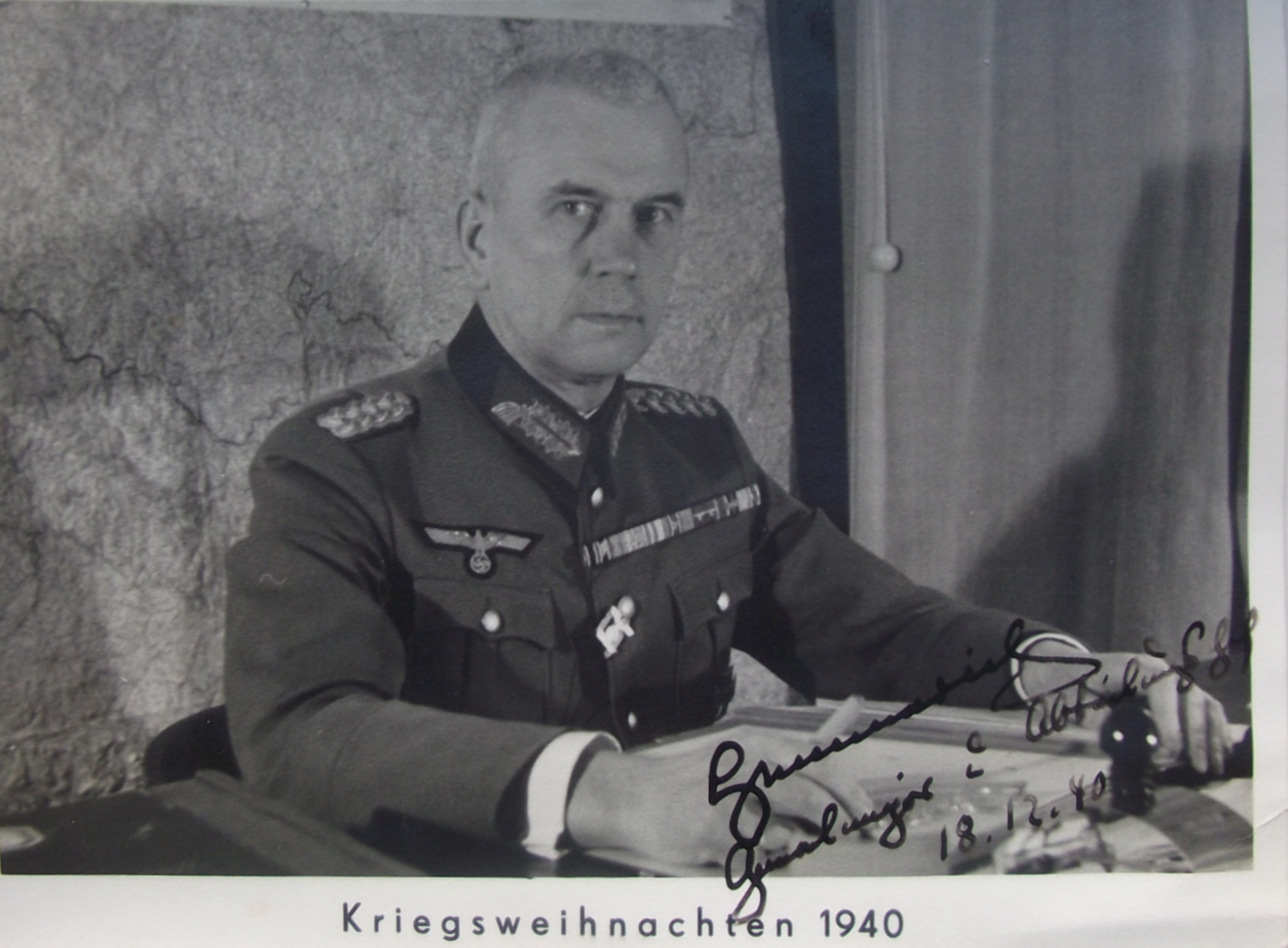
Gerlach Hemmerich 1940

Gerlach George Emil Hemmerich (* 4. Februar 1879 in Isenhagen; † 31. Dezember 1969 in Berlin) war ein deutscher Generalleutnant.

## Leben
Beförderungseckdaten
- 18. August 1897 Unteroffizier
- 18. Oktober 1897 Portepeefähnrich
- 18. August 1998 Secondlieutenant
- 27. Januar 1909 Oberleutnant
- 1. Oktober 1913 Hauptmann
- 22. März 1918 Major i. G.
- 1. Oktober 1936 Oberstleutnant i. G.
- 1. August 1937 Oberst
- 1. Dezember 1939 Generalmajor
- 1. Dezember 1941 Generalleutnant

### Herkunft
Hemmerich war der zweite Sohn des Oberamtsrichters Ernst Hemmerich (1836–1899) und dessen Ehefrau Helene, geborene Freiin von der Knesebeck (1846–1926). Sein älterer Bruder war Ernst August Emil Christoph (* 1875).

### Militärische Karriere

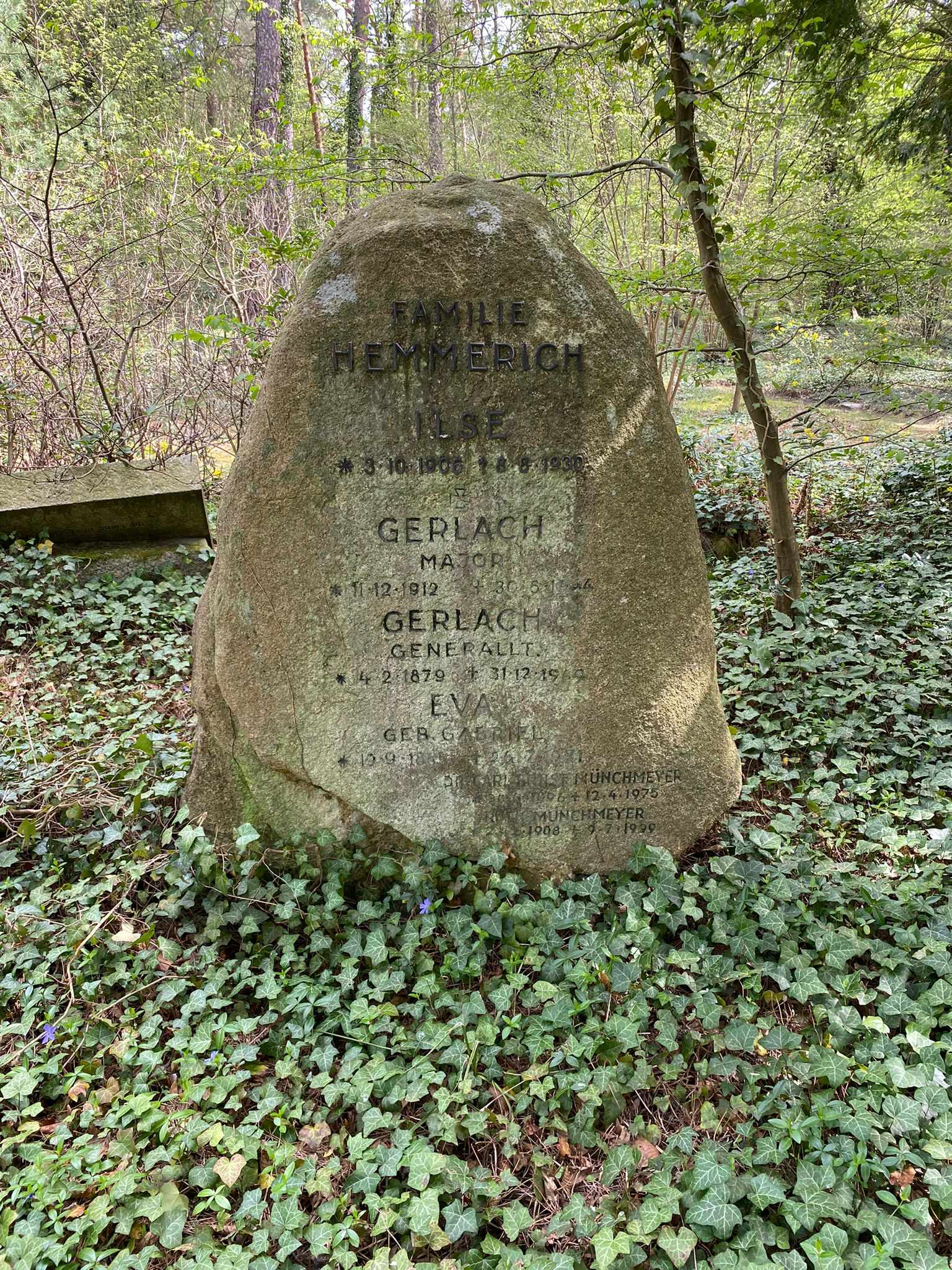
Grabstätte auf dem Wilmersdorfer Waldfriedhof Stahnsdorf

Hemmerich besuchte von 1885 bis 1897 das Königlich-Preußische Gymnasium in Celle. Bereits frühzeitig verkündete er, dass er einmal Jurist werden wolle. Stattdessen trat er Ende Februar 1897 als Offiziersanwärter in die 2. Kompanie des Infanterie-Regiments „von Voigts-Rhetz“ (3. Hannoversches) Nr. 79 ein und wurde Berufssoldat. Der Grund des Sinneswandels ist nicht bekannt, Hemmerich bedauerte in späteren Jahren diese Entscheidung.
In seinem Regiment verrichtete Hemmerich von 1898 bis 1905 den Allgemeinen Truppendienst; ab 1902 als Adjutant und Gerichtsoffizier. Anschließend war er in beiden letztgenannten Eigenschaften von 1905 bis 1908 im Landwehrbezirkskommando in Göttingen eingesetzt. Von Oktober 1908 bis Juli 1911 war Hemmerich an die Kriegsakademie in Berlin kommandiert die er mit „sehr guten“ bis „vorzüglichen“ Leistungen, insbesondere der Vermessungslehre, abschloss. Nach kurzweiligen Intermezzo bei seinem Stammregiment erfolgte im April 1912 seine Kommandierung zum Großen Generalstab nach Berlin-Wilmersdorf in die dortige Trigonometrischen Abteilung. Die Abteilung war eine organisatorische Einheit der Preußischen Landesaufnahme, welche wiederum mit der Herstellung von topographischen Kartenwerken und den dazu notwendigen Vermessungsarbeiten für das Deutsche Reich betraut war. Hier zeichnete sich Hemmerich u. a. für die Ausbildung von Offizieren für Vermessungsarbeiten in Deutsch-Südwest-Afrika verantwortlich. Im März 1914 erfolgte – unter Belassung seiner bisherigen Dienststellung – seine Versetzung zum Generalstab der Armee.
Mit Ausbruch des Ersten Weltkrieges wurde Hemmerich als 2. Generalstabsoffizier in den Generalstab des V. Reserve-Korps versetzt. Das Korps nahm im August 1914 an der Schlacht bei Longwy teil. Im März 1915 wurde Hemmerich, nunmehr als 1. Generalstabsoffizier, in den Generalstab der 119. Infanterie-Division versetzt. Die Division focht zusammen mit österreichischen und türkischen Verbänden in Galizien und ab 1917 an der Westfront in Flandern. Anfang Oktober 1917 erfolgte Hemmerichs Versetzung als 1. Generalstabsoffizier in den Generalstab des Generalkommando 59. Gleiche Stellung begleitete er vom 1. April 1918 bis zu dessen Auflösung im Januar 1919 im Generalstab des I. Reserve-Korps.
Zum 1. Oktober 1919 erfolgte Hemmerichs Versetzung zur Heeresabteilung des neu gegründeten Reichswehrministeriums, wo er als Referent für Vermessungs- und Kartenangelegenheiten tätig war. Infolge Verminderung der Heeresstärke auf 100.000 Mann schied Hemmerich am 25. August 1920 als Major aus der Reichswehr aus und nahm eine zivile Tätigkeit im Reichsverband der Bankleitungen auf. 1923 wurde er Direktor des Personalressorts bei der Discount-Gesellschaft. Nach Fusionierung dieses Kreditinstituts mit der Deutschen Bank im Jahr 1929 wurde er Personalchef und Direktor der Hauptniederlassung in Berlin. 1936 wurde Hemmerich infolge beharrlicher Weigerung der NSDAP beizutreten durch den Betriebsrat des Unternehmens zum Rücktritt gezwungen.
Im gleichen Jahr trug man ihm auf Bestreben Ludwig Becks – beide Männer verband zu diesem Zeitpunkt bereits eine langjährige Freundschaft – die Leitung der Abteilung für Vermessung und Karten im neuerlich gegründeten Generalstab der Wehrmacht an, was Hemmerich nur unter der Bedingung anzunehmen gedachte, wenn er wieder als aktiver Generalstabsoffizier Verwendung finden würde; was ihm letztlich zugestanden wurde. So erfolgte am 1. Oktober 1936 seine Reaktivierung im Range eines Oberstleutnants i. G. Unter seiner Federführung als Abteilungsleiter entstand so bis Kriegsende ein leistungsfähiger Fachdienst für Heeresvermessung und Militärgeographie, später in „Abteilung für Kriegskarten- und Vermessungswesen“ umbenannt. Im Zuge der Blomberg-Fritsch-Krise bat Hemmerich 1938 erfolglos um seinen vorzeitigen Abschied aus dem Heer. Ebenso vergeblich blieben mehrmalige Ersuche um eine vorzeitige Pensionierung. Mit einer neuerlichen Umstrukturierung des Kriegskarten- und Vermessungswesens ab März 1945 wurde Hemmerichs Stelle entbehrlich, weshalb er Anfang April 1945 in die Führerreserve versetzt wurde. Eine weitere Verwendung zu Kriegszeiten erfolgte nicht mehr.
Mitte September 1945 wurde Hemmerich von US-amerikanischen Ermittlern verhört und verhaftet. In den darauffolgenden zwei Jahren war er in verschiedenen Internierungslagern festgesetzt. Im Mai 1947 wurde Hemmerich vor der IV. Spruchkammer des Karlsruher Gerichts aufgrund des Gesetzes zur Befreiung von Nationalsozialismus und Militarismus angeklagt. Im Verlaufe des Verfahrens konnte Hemmerich jedoch überzeugend darlegen, dass er kein Hauptschuldiger oder Militarist im Sinne des genannten Gesetzes gewesen sei. Gestützt wurden seine Aussagen zusätzlich durch eidesstattliche Erklärungen ehemaliger Mitarbeiter. Das Gericht sprach Hemmerich letztlich frei. Nach seiner Haftentlassung im Juli 1947 kehrte er nach Berlin zurück. Dort verlebte er zusammen mit seiner Frau seinen Lebensabend. Zu seinem 75. Geburtstag wurde er in der Zeitschrift der Allgemeinen Vermessungsnachrichten für seine Verdienste mit einer Festschrift geehrt.
Am 23. Dezember 1969 wurde der mittlerweile 90-jährige Hemmerich mit Phlegmone am rechten Arm und in schlechtem Allgemeinzustand in ein Berliner Krankenhaus eingeliefert, wo er acht Tage später starb. Seine Beisetzung erfolgte im engsten Familienkreis auf dem Wilmersdorfer Waldfriedhof Stahnsdorf.

### Familie
Hemmerich heiratete im September 1904 Eva Gabriel (1885–1971). Aus der gemeinsamen Ehe gingen die beiden Töchter Ilse (1906–1930) und Ruth (1908–1999) sowie Sohn Gerlach (* 1912) hervor. Gerlach verstarb im Juni 1944 an den Folgen einer erlittenen Verwundung in einem Lazarett in Breslau.

## Publikationen
- Gedanken zum militärischen Kartenwesen in Militärwissenschaftliche Rundschau, Heft Nr. 5, Jahrgang 1937
- Die Kartenrüstung der Feindstaaten für den jetzigen Krieg in Militärwissenschaftliche Rundschau, Heft Nr. 1, Jahrgang 1942
- Vier Jahre Kriegs-Karten- und Vermessungswesen (Rückblick und Ausschau) in Mitteilungen des Chefs des Kriegs-Karten- und Vermessungswesens, Heft Nr. 8, Jahrgang 1943

## Auszeichnungen
- Zentenarmedaille 1897
- Kronenorden IV. Klasse am 10. September 1913
- Eisernes Kreuz (1914)
  - II. Klasse am 12. September 1914
  - I. Klasse am 12. Mai 1915
- Militärverdienstkreuz III. Klasse mit Kriegsdekoration am 20. Juni 1915
- Militärverdienstorden IV. Klasse mit Schwertern am 24. Juli 1915
- Königlicher Hausorden von Hohenzollern Ritterkreuz mit Schwertern am 31. März 1917
- Orden der Eisernen Krone III. Klasse mit Kriegsdekoration am 11. Mai 1917
- Eiserner Halbmond am 9. Juli 1917
- Hanseatenkreuz Hamburg am 22. Mai 1918
- Hanseatenkreuz Lübeck am 28. August 1918
- Dienstauszeichnung für 25-jährige Dienstzeit am 27. März 1920
- Ungarische Weltkriegs-Erinnerungsmedaille mit Schwertern am 31. Januar 1931
- Ehrenkreuz für Frontkämpfer am 31. Mai 1935
- Dienstauszeichnung IV. bis II. Klasse am 2. Oktober 1937
- Dienstauszeichnung I. Klasse am 3. April 1938
- Medaille zur Erinnerung an den 13. März 1938 am 8. November 1938
- Medaille zur Erinnerung an den 1. Oktober 1938 mit Spange Prager Burg am 16. Oktober 1939
- Eisernes Kreuz (1939)
  - Wiederholungsspange zur II. Klasse am 31. Mai 1940
- Kriegsverdienstkreuz
  - I. Klasse mit Schwertern am 1. September 1941
  - Ritterkreuz mit Schwertern am 1. Februar 1945 (Verleihung nicht nachweisbar)
- St. Alexander-Orden II. Klasse mit Schwertern am 22. September 1941
- Militärverdienstorden Großkreuz der Weißen Abteilung am 11. Juli 1942
- Stern von Rumänien Großoffizierskreuz mit Schwertern am 16. Juli 1942
- Orden vom römischen Adler, Großoffizierskreuz mit Schwertern am 17. November 1942
- Orden der Krone König Zvonimirs I. Klasse mit Stern am 10. Mai 1943
- Löwenorden I. Klasse am 7. März 1944